# Teoría del valor-trabajo marxista
La teoría del valor o valor-trabajo marxista se refiere al conjunto de análisis e investigaciones acerca del valor económico y sus diversas formas de manifestación por parte de teóricos y economistas de la tradición marxista. Estos parten de la crítica de la economía política de Karl Marx, la cual se basa en la teoría del valor-trabajo de la economía clásica. 
La concepción del valor marxiana se entiende como una "categoría económica" de la que se derivan a su vez otras categorías del modo de producción capitalista como "plusvalor", "capital", "ganancia", "clase", etc. Estas categorías, según Friedrich Engels, son lógica e históricamente consecuencia del cálculo del valor y no se pueden abolir sin el valor en sí.
Contrariamente a la creencia popular, Marx nunca usó el término "teoría del valor-trabajo" en ninguna de sus obras, sino que usó el término "ley del valor" (Wertgesetz). Aunque a menudo se equipara ambos términos, esto es, en sentido estricto, la "ley del valor" es el principio regulador del intercambio económico mientras que la "teoría del valor-trabajo" tiene como objetivo explicar cómo funciona esa determinación en la producción e intercambio de mercancías. Algunos economistas sostienen que Marx no tenía propiamente una teoría del valor, sino que perfeccionó una teoría ya existente pero que nunca antes se había presentado de manera coherente.

## Concepción marxista del valor
La teoría clásica del valor-trabajo, según la cual un producto "tiene un valor" debido al trabajo objetivado en él, fue la concepción dominante de la economía política durante la vida de Marx.

La base, el punto de partida de la fisiología del sistema burgués —para la comprensión de su sistema orgánico interno la coherencia y el proceso de la vida— es la determinación del valor por el tiempo de trabajo.
Teorías sobre la plusvalía (c. 1862/3), Karl Marx

Adam Smith vio el "valor" de un producto en relación con el trabajo del comprador o consumidor, en oposición a Marx, quien vio que el valor de un producto es proporcional al trabajo del trabajador o productor. Marx criticó la teoría del valor-trabajo clásica por el hecho de que la simple determinación de un valor de producto a través del trabajo sigue siendo, en última instancia, superficial. Para Marx no es en absoluto evidente que el trabajo esté representado en el valor de una mercancía. Más bien, critica a los economistas burgueses porque sus fórmulas del valor como trabajo se aplican como "verdades eternas" o "una necesidad natural tan manifiestamente evidente".

[La economía política] nunca llegó siquiera a plantear la pregunta de por qué ese contenido adopta dicha forma; de por qué, pues, el trabajo se representa en el valor, de a qué se debe que la medida del trabajo conforme a su duración se represente en la magnitud del valor alcanzada por el producto del trabajo.
El capital, tomo I (1867), Karl Marx

A diferencia de Adam Smith y David Ricardo, Marx no ve la "ley del valor" como una ley de la naturaleza suprahistórica. No es una propiedad natural de la fuerza de trabajo crear valor, ni una propiedad natural de los productos ser una mercancía y, por consiguiente, poseer valor. La "categoría económica" de "valor" no tiene validez para todas las épocas sociales, sino solo en una forma de sociedad en la que las mercancías se intercambian entre los productores aislados, en oposición a una producción y distribución comunal directa de bienes desde el principio.

[La ley del valor] la limitaría históricamente, subrayando que es válida para el grado de evolución económica de la sociedad en la que sólo se ha podido y se puede hablar de valor, para las formas de la sociedad en que existe el cambio de mercancías, es decir, una producción mercantil; el comunismo primitivo no conocía el valor.
F. Engels (11 de marzo de 1895): Carta a Werner Sombart

En la existencia del producto como mercancía intervienen determinadas condiciones históricas. […] La aparición de los productos como mercancías exige un nivel de desarrollo de la división del trabajo dentro de la sociedad tal que la separación entre el valor de uso y el valor de cambio, separación que comienza primero con el trueque, ya se ha completado. Pero tal grado de desarrollo es común a muchas formaciones económicas de la sociedad [ökonomischer Gesellschaftsformationen], con las características históricas más diversas.
El capital, tomo I (1867), Karl Marx

Por lo tanto, su solo es aplicable a ciertas condiciones, a saber, al modo de producción capitalista. Según Marx, esto se caracteriza por el hecho de que existe una producción general de mercancías -todos los productos del trabajo toman la forma de mercancías- y que la fuerza de trabajo en sí misma se comercializa como una mercancía. Esto último sólo es posible porque una clase, la burguesía, está en posesión de los medios de producción (fábricas, tierras, materiales, dinero), mientras que la otra clase, los trabajadores asalariados libres, tiene que vender su fuerza de trabajo para ganarse la vida.
Dado que el intercambio completo de mercancías tiene lugar solo donde la fuerza de trabajo misma se ha convertido en una mercancía, pero esta última es precisamente la característica esencial del capitalismo. El cálculo del valor tiene validez general solo para las sociedades capitalistas. 

Así como en la teoría el concepto de valor precede al de capital, pero requiere para su desarrollo puro un modo de producción fundado en el capital, así lo mismo ocurre en la práctica. [...] Esta determinación del valor, entonces, presupone una etapa histórica dada del modo de producción social y es en sí misma algo dado con ese modo, por lo tanto, una relación histórica.

Al mismo tiempo, los momentos individuales de determinación de valores se desarrollan en etapas anteriores del proceso histórico de producción social y aparecen como resultado.

Por lo tanto, dentro del sistema de la sociedad burguesa, el capital sigue inmediatamente al dinero. En la historia, otros sistemas vienen antes, y forman la base material de un desarrollo menos completo del valor.
Grundrisse (1857), Karl Marx

Marx vio que la "forma dineraria" de la mercancía como desarrollo de la "forma simple del valor" ya se encontraba en Aristóteles, pero el filósofo griego carecía del concepto de "valor" al no creer "que cosas tan heterogéneas sean conmensurables" porque "la sociedad griega se fundaba en el trabajo esclavo y por consiguiente su base natural era la desigualdad de los hombres y de sus fuerzas de trabajo". Engels sugirió que la ley del valor se impuso directamente en la "producción mercantil simple" desde los tiempos de la antigua Babilonia hasta el siglo XV con los comienzos del capitalismo. Desde entonces los precios de mercado de las mercancías divergen de sus valores debido a la competencia. Hasta qué punto y cuándo la categoría de valor apareció y se impuso históricamente en otros modos de producción es una cuestión muy discutida.

Por lo tanto, el intercambio de mercancías a sus valores o aproximadamente a sus valores requiere un estadio muy inferior que el intercambio a precios de producción, para el cual es necesario determinado nivel de desarrollo capitalista [...] Aun prescindiendo del hecho de que los precios y su movimiento son regidos por la ley del valor, es totalmente apropiado considerar los valores de las mercancías no sólo teóricamente, sino también históricamente, como el prius [lo previo, el antecedente] de los precios de producción. Esto tiene vigencia para casos en los que los medios de producción pertenecen al trabajador, y tal circunstancia se da, tanto en el mundo antiguo como en el moderno, en el caso del campesino propietario de la tierra que trabaja por sí mismo y en el del artesano.
El capital, tomo I (1867), Karl Marx

En general, Marx no se preocupó principalmente por mejorar o demostrar la teoría clásica del valor-trabajo ya que, según él, la prueba científica de la teoría del valor del trabajo no es necesaria. Como explicó a Ludwig Kugelmann: "si en mi libro [El capital] no hubiera ningún capítulo acerca del «valor», el análisis de las condiciones reales que yo hago contendría la prueba y la demostración de relaciones reales de valor." Desde este punto de vista, el concepto del valor marxiano es macroeconómico.

Cada niño sabe que cualquier nación moriría de hambre, y no digo en un año, sino en unas semanas, si dejara de trabajar. Del mismo modo, todo el mundo conoce que las masas de productos correspondientes a diferentes masas de necesidades, exigen masas diferentes y cuantitativamente determinadas de la totalidad del trabajo social.
Marx: Carta a Ludwig Kugelmann; 11 de julio de 1868

En una economía capitalista, la categoría económica de "valor" resuelve el problema de asignación, es decir, el problema de cómo se distribuye entre las diversas esferas de producción el trabajo total socialmente disponible "en una sociedad en la que la interconexión del trabajo social se presenta como cambio privado de los productos individuales del trabajo".

De hecho es la ley del valor, tal como se impone no con relación a las mercancías o artículos en particular, sino a los productos globales originados en cada una de las esferas sociales particulares de la producción, autonomizadas en virtud de la división del trabajo, de modo que no sólo se emplea únicamente el tiempo de trabajo necesario para cada mercancía, sino que sólo se emplea la cantidad proporcional necesaria del tiempo de trabajo social global en los diversos grupos.
El capital, tomo III, Sección sexta, Capítulo 37 (1894), Karl Marx

El enfoque de Marx se centraba sobre las cuestiones de por qué existe la "categoría económica" de "valor", cómo se constituye y por qué el "trabajo" crea valor en el modo de producción capitalista. De hecho, reconocen Marx y Engels, la categoría de "valor" aparece oculta en el capitalismo bajo la forma de "precio" en el mercado. Según la metodología del marxismo, la Esencia (Wesen) y Apariencia (Erscheinung) de una cosa no siempre coinciden; de lo contrario no sería necesaria una explicación científica. El valor es pues la esencia detrás de sus formas de apariencia en intercambios u otras categorías económicas dentro el capitalismo. Es por ello que a diferencia de la "economía vulgar", que trata el valor como inexistente o solo como relaciones de cambio (y en consecuencia de precios), Marx trató de explicar "cómo la ley del valor de cambio se afirma sólo en su antítesis".

La tarea de la ciencia consiste, concretamente, en explicar cómo se manifiesta la ley del valor. Por tanto, si se quisiera «explicar» de golpe todos los fenómenos que aparentemente se contradicen con la ley, habría que hacer que la ciencia antecediese a la ciencia. [...] El economista vulgar no tiene ni la menor idea de que las actuales relaciones cotidianas de cambio no pueden ser directamente idénticas a las magnitudes de valor. Todo el quid de la sociedad burguesa consiste precisamente en que en ella no existe a priori ninguna regulación consciente, social, de la producción. Lo razonable, lo naturalmente necesario no se manifiesta sino bajo la forma de una media, que actúa ciegamente.
Marx: Carta a Ludwig Kugelmann; 11 de julio de 1868

Entonces Marx mostró en su obra económica (principalmente Grundrisse y El capital) cómo, por un lado, estas preguntas no pueden responderse dialécticamente (véase: Método de Marx) sin aclarar la esencia del valor, mientras que, por otro lado, la esencia del valor solo emerge de las respuestas a las preguntas planteadas.

### Valor de uso y valor de cambio
Una "mercancía" es un objeto o servicio por cuyas características satisface necesidades, ya sean reales o imaginarias. La mercancía es el producto que solo existe en las sociedades mercantiles; y el capitalismo, por ser la economía mercantil más compleja y desarrollada, la producción se presenta la mercancía como su "forma celular".

La riqueza de las sociedades en las que domina el modo de producción capitalista se presenta como un "enorme cúmulo de mercancías", y la mercancía individual como la forma elemental de esa riqueza.
El capital, tomo I (1867), Karl Marx

Allí donde el estado es productor capitalista, como ocurre en la explotación de las minas, los bosques, etc., sus productos son "mercancías" y poseen, por tanto, el carácter específico de otra mercancía cualquiera.
Notas sobre Wagner (1880), Karl Marx

Las sociedades mercantiles tienen como principal característica la producción no para la satisfacción propia sino para el intercambio. Al igual que los fisiócratas, Marx insistía en que el proceso productivo es un "proceso circular", es decir, las mercancías se producían por medio de mercancías.
Las características de la mercancía son el "valor de uso" y el "valor de cambio":
- El valor de uso es la capacidad de un objeto o servicio de satisfacer alguna necesidad. Porque cuando un objeto es útil (funcional), puede satisfacer la necesidad de alguna persona. Marx sostenía que los valores de uso producidos en el capitalismo eran valores concretos, pues responden a cualidades físicas sensibles de las mercancías, por ejemplo, las propiedades nutritivas del trigo.

- El valor de cambio es la expresión "x" cantidad de la mercancía A igual a "y" cantidad de la mercancía B. Aquí las mercancías en vez de ser un valor concreto e individual, pasan a ser un valor abstracto y social. Esto significa que algo hace equivalentes a dos cantidades de diferentes mercancías.

Marx en su análisis del valor de uso y el valor de cambio en El capital se basó en la Lógica del filósofo alemán Hegel, "particularmente la categoría de medida". Como explica Rolando Astarita:

[E]n Hegel la medida alude a una proporción, que a su vez nos llevará a la razón o ley que la gobierna. Marx toma esta idea cuando parte de los valores de cambio, esto es, de lo que aparece a primera vista al examinar el mercado. [...] Pero a poco que se examine, se encontrará que determinadas relaciones se mantienen [...] esto significa que hay proporción, medida, no es una relación arbitraria. Por lo tanto, hay que preguntarse por la ley que gobierna esta proporción, lo que lleva a pasar de la superficie a lo que está por debajo.

Es importante mencionar que aunque Marx a menudo se refería a al “valor” como sinónimo de valor de cambio, estos términos son estrictamente distintos. Por "valor" se refiere a la propiedad común que rige el intercambio equivalente de mercancías e " incorpora tanto cantidad" (valor de uso) "como calidad" (valor de cambio)" (véase Ley del valor). El "valor de cambio" es la manifestación de esa equivalencia (véase Forma de valor).

Como se ve, yo no divido el valor en valor de uso y valor de cambio, como términos antitéticos en que se descomponga la abstracción "valor", sino que digo que la forma social concreta del producto del trabajo, la "mercancía", es por una parte valor de uso y por otra parte "valor", no valor de cambio, puesto que éste es una simple forma de aparecer y no su propio contenido.
Notas sobre Wagner (1880), Karl Marx

Además, Marx señala que en el capitalismo el valor de uso de una mercancía también "se determina por las condiciones sociales en que se encuentran los consumidores, y estas condiciones reposan en el antagonismo de clases". En sociedades capitalistas, la producción está enfocada en el valor de cambio, donde "la oferta se impone sobre la demanda"; y destinada a la búsqueda de ganancias y la acumulación del capital. Pero en una sociedad comunista, donde no habrá clases sociales, "el consumo no será ya determinado por el mínimo de tiempo necesario para la producción; al contrario, la cantidad de tiempo que ha de consagrarse a la producción de los diferentes objetos será, determinada por el grado de utilidad social de cada uno de ellos".

### Valor y trabajo
Marx se opuso a "atribuir un poder creativo sobrenatural al trabajo". En su opinión, la riqueza y el valor económico no eran lo mismo. Al igual que los fisiócratas, Marx vio la naturaleza como la fuente de la riqueza. El valor es una "categoría económica", es "la expresión científica de las relaciones económicas de la sociedad actual".

La naturaleza es la fuente de los valores de uso (¡que son los que verdaderamente integran la riqueza material!), ni más ni menos que el trabajo, que no es más que la manifestación de una fuerza natural, de la fuerza de trabajo del hombre.
Crítica del Programa de Gotha (1875) K. Marx

En su producción, el hombre sólo puede proceder como la naturaleza misma, vale decir, cambiando, simplemente, la forma de los materiales. Y es más: incluso en ese trabajo de transformación se ve constantemente apoyado por fuerzas naturales. El trabajo, por tanto, no es la fuente única de los valores de uso que produce, de la riqueza material. El trabajo es el padre de ésta, como dice William Petty, y la tierra, su madre.
El capital, tomo I (1867), Karl Marx

Engels en el Anti-Dühring aclara que: "El trabajo es la medida de todos los valores, y él mismo no tiene ningún valor". El trabajo no es más que el proceso por el cual se determina el valor de una mercancía producida. "El valor mismo no es sino la expresión del trabajo humano socialmente necesario objetivado en una cosa". Así, la expresión "valor del trabajo" es como decir "valor del valor" o "peso del peso". No es algo que se pueda cuantificar. En pocas palabras, el trabajo crea un valor, pero el trabajo en sí mismo no tiene un valor medible si se diferencia de lo que ha creado. Entonces, propiamente entendido, el trabajo no es valor en sí, sino lo que produce valor a través de la naturaleza, exclusivamente por la organización social en el cual es empleado.
Para Marx y Engels, la característica principal de la naturaleza humana es el trabajo, “un proceso entre el hombre y la naturaleza, un proceso en que el hombre media, regula y controla su metabolismo con la naturaleza”. Una característica intrínseca del trabajo es producir, crear y transformar el mundo natural. La naturaleza "no construye máquinas, ni locomotoras, ferrocarriles, telégrafos eléctricos, hiladoras automáticas, etc. Son estos, productos de la industria humana”.

Concebimos el trabajo bajo una forma en la cual pertenece exclusivamente al hombre. Una araña ejecuta operaciones que recuerdan las del tejedor, y una abeja avergonzaría, por la construcción de las celdillas de su panal, a más de un maestro albañil. Pero lo que distingue ventajosamente al peor maestro albañil de la mejor abeja es que el primero ha modelado la celdilla en su cabeza antes de construirla en la cera. Al consumarse el proceso de trabajo surge un resultado que antes del comienzo de aquél ya existía en la imaginación del obrero, o sea idealmente. El obrero no sólo efectúa un cambio de forma de lo natural; en lo natural, al mismo tiempo, efectiviza su propio objetivo, objetivo que él sabe que determina, como una ley, el modo y manera de su accionar y al que tiene que subordinar su voluntad.
El capital, tomo I (1867), Karl Marx

Además, "la relación de las personas con la naturaleza debe reproducirse para que la sociedad pueda reproducirse". Toda sociedad necesita asignar una cierta cantidad de trabajo para satisfacer las necesidades de sus habitantes. Esto significa, como expresó Anwar Shaikh, que "la relación de las personas con la naturaleza solo existe en y a través de relaciones definidas entre personas [...] La producción de riqueza material va de la mano con la reproducción de las relaciones sociales". Así, "el trabajo es una relación entre las personas y la naturaleza".
La particularidad del modo de producción capitalista es la producción privada de mercancías trabajos concretos, privados e independientes con ánimo de lucro. Esta "anarquía de la producción", como denomina Engels, al mismo tiempo se "harmoniza" cuando estos distintos trabajos se relacionan de forma interdependencia y se intercambian de manera homogénea en el mercado. Marx señala así la contradicción fundamental que existe aquí. "Cada trabajo aparentemente privado e independiente debe, por lo tanto, presuponer una división social del trabajo".

Como valores, las mercancías son magnitudes sociales, es decir, algo absolutamente diferente de sus “propiedades” como “cosas”. Como valores, constituyen sólo relaciones de los hombres en su actividad productiva. [...] (E)s característico del trabajo basado en el intercambio privado que el carácter social del trabajo se “manifiesta” en una forma pervertida, como la “propiedad” de las cosas; que una relación social aparece como una relación entre cosas (entre productos, valores de uso, mercancías). Esta apariencia es aceptada como algo real por nuestro adorador del fetiche, y realmente cree que el valor de cambio de las cosas está determinado por sus propiedades como cosas, y es totalmente una propiedad natural de las cosas.
K. Marx Teorías sobre la plusvalía, Capítulo XX. Desintegración de la Escuela Ricardiana.

#### Trabajo concreto y abstracto
El valor de uso y el valor de cambio se deben al carácter bifacético (dual) del trabajo. Por un lado, hay un "trabajo concreto" o útil que transforma unas materias primas y las convierte en ciertos valores de uso útiles; por ejemplo, como convierte un hombre un mineral de hierro en herramientas. Por otro lado, hay un "trabajo abstracto" como gasto de "trabajo humano indiferenciado". Este término se abstrae del carácter concreto de la obra, ya sea "carpintería", "obra de construcción" o "hilado". Como consecuencia, tanto trabajo generalizado en una mercancía puede ser comparado con tanto trabajo generalizado en otra. El trabajo abstracto es pues la fuente del valor de cambio.

Con el carácter útil de los productos del trabajo se desvanece el carácter útil de los trabajos representados en ellos y, por ende, se desvanecen también las diversas formas concretas de esos trabajos; éstos dejan de distinguirse, reduciéndose en su totalidad a trabajo humano indiferenciado, a trabajo abstractamente humano. Examinemos ahora el residuo de los productos del trabajo. Nada ha quedado de ellos salvo una misma objetividad espectral, una mera gelatina de trabajo humano indiferenciado, esto es, de gasto de fuerza de trabajo humana sin consideración a la forma en que se gastó la misma. Esas cosas tan sólo nos hacen presente que en su producción se empleó fuerza humana de trabajo, se acumuló trabajo humano. En cuanto cristalizaciones de esa sustancia social común a ellas, son valores.
El capital, tomo I (1867), Karl Marx

Entonces, el valor de los productos no está determinado por el trabajo realmente empleado en ellos, sino por la medida del "trabajo abstracto" del que se considera como la objetivación. La teoría del valor marxista es pues "una teoría sociológica del trabajo abstracto", ya que la categoría valor "posee un carácter social e histórico".

[A]unque la categoría más simple puede haber existido históricamente antes que la más concreta, puede lograr su pleno desarrollo (intensivo y extenso) precisamente en una forma combinada de sociedad, mientras que la categoría más concreta se desarrolló más plenamente en una forma de sociedad menos desarrollada.
El trabajo parece una categoría bastante simple. La concepción del trabajo en esta forma general -como trabajo como tal- es también inconmensurablemente antigua. Sin embargo, cuando se concibe económicamente en esta simplicidad, el "trabajo" es una categoría tan moderna como lo son las relaciones que crean esta simple abstracción.
Grundrisse (1857), Karl Marx

En contradicción directa con la objetividad sensorialmente grosera del cuerpo de las mercancías, ni un solo átomo de sustancia natural forma parte de su objetividad en cuanto valores. De ahí que por más que se dé vuelta y se manipule una mercancía cualquiera, resultará inasequible en cuanto cosa que es valor. Si recordamos, empero, que las mercancías sólo poseen objetividad como valores en la medida en que son expresiones de la misma unidad social, del trabajo humano; que su objetividad en cuanto valores, por tanto, es de naturaleza puramente social, se comprenderá de suyo, asimismo, que dicha objetividad como valores sólo puede ponerse de manifiesto en la relación social entre diversas mercancías.
El capital, tomo I (1867), Karl Marx

Es self evident [autoevidente] que esta necesidad de la distribución del trabajo social en determinadas proporciones no puede de ningún modo ser destruida por una determinada forma de producción social; únicamente puede cambiar la forma de su manifestación. Las leyes de la naturaleza jamás pueden ser destruidas. Y sólo puede cambiar, en dependencia de las distintas condiciones históricas, la forma en la que estas leyes se manifiestan. Y la forma en la que esta distribución proporcional del trabajo se manifiesta en una sociedad en la que la interconexión del trabajo social se presenta como cambio privado de los productos individuales del trabajo, es precisamente el valor de cambio de estos productos.
Marx: Carta a Ludwig Kugelmann; 11 de julio de 1868

#### Sustancia y magnitud del valor
Las cualidades individuales de una mercancía no es lo que permite su igual intercambio. Lo que las hace comparables, conmensurables, medibles es la "sustancia del valor". Así Marx reduce todas las mercancías a su trabajo invertido permite determinar y comparar sus valores de la misma forma que “la superficie de todos los polígonos se los descompone en triángulos” para determinar y comparar sus áreas. Es el trabajo abstracto social la "sustancia del valor" de todas las mercancías y su medición la "magnitud del valor". El valor "se constituye, no por el tiempo necesario para crear un producto dado, sino en proporción a la cantidad de todos los demás productos que pueden ser creados durante el mismo tiempo". Luego la sustancia del valor es el "trabajo socialmente necesario" para producir cierta cantidad de una mercancía con las condiciones medias de trabajo.

Podría parecer que si el valor de una mercancía se determina por la cantidad de trabajo gastada en su producción, cuanto más perezoso o torpe fuera un hombre tanto más valiosa sería su mercancía, porque aquél necesitaría tanto más tiempo para fabricarla. Sin embargo, el trabajo que genera la sustancia de los valores es trabajo humano indiferenciado, gasto de la misma fuerza humana de trabajo.
El capital, tomo I (1867), Karl Marx

La "magnitud del valor" es la cantidad de la sustancia del valor, que es el tiempo de trabajo invertido en la mercancía, por ejemplo: si "x" cantidad de hierro es igual a "n" cantidad de pan, es porque, el tiempo necesario para producir "n" cantidad de pan y "x" cantidad de hierro son proporcionalmente equivalentes. Esta propiedad común puede calcularse sobre la según el "tiempo de trabajo socialmente necesario", que es aquel que se realiza bajo la fuerza productiva del trabajo y la intensidad del trabajo promedio. Así, un diamante vale más que el carbón porque requiere más trabajo su extracción. Pero “si con poco trabajo se lograra transformar carbón en diamantes, éstos podrían llegar a valer menos que ladrillos”. (Ver Paradoja del valor)

La base, el punto de partida de la fisiología del sistema burgués —para la comprensión de su sistema orgánico interno la coherencia y el proceso de la vida— es la determinación del valor por el tiempo de trabajo.
Teorías sobre la plusvalía (c. 1862/3), Karl Marx

Como los valores de cambio de las mercancías no son más que funciones sociales de las mismas y no tienen nada que ver con sus propiedades naturales, lo primero que tenemos que preguntarnos es esto: ¿cuál es la sustancia social común a todas las mercancías? Es el trabajo. Para producir una mercancía hay que invertir en ella o incorporar a ella una determinada cantidad de trabajo. Y no simplemente trabajo, sino trabajo social. [...] Pero, para producir una mercancía, no sólo tiene que crear un artículo que satisfaga alguna necesidad social, sino que su mismo trabajo ha de representar una parte integrante de la suma global de trabajo invertido por la sociedad. Ha de hallarse supeditado a la división del trabajo dentro de la sociedad. No es nada sin los demás sectores del trabajo, y, a su vez, tiene que integrarlos.
Salario, precio y ganancia (1865), Karl Marx

Por ejemplo: Si 1 levita equivale a 20 lienzos de tela; dicho fenómenos puede medirse en tiempo de trabajo para observar la equivalencia; de tal suerte que si un lienzo requiere 5 horas de trabajo, entonces, 1 levita equivale a 100 horas de trabajo de lienzo. Por otra parte si la levita requiere de 30 horas de trabajo del sastre, eso comprueba que 30 horas del trabajo del sastre equivalen a 100 horas de trabajo del lienzo; por tanto, se trata de una equivalencia directamente proporcional; expresada como:
{\displaystyle 30k=100}
{\displaystyle k=100/30}
{\displaystyle k=3.3333}

#### Trabajo vivo y trabajo muerto
La cantidad de trabajo requerida de la mano de obra para una mercancía Marx denomina "trabajo vivo". Sin embargo, los bienes de capital necesarios en una mercancía que han sido a su vez producidos previamente por el trabajo y otros bienes de capital que denomina "trabajo muerto". Juntando los insumos de trabajo directos e indirectos, se obtiene finalmente el insumo total de trabajo en la mercancía, que también puede llamarse el trabajo total incorporado en ella, o su contenido de trabajo "vivo" y "muerto".
Ahora bien, el valor de las mercancías se mide por el número total de horas de trabajo indiferenciadas y socialmente necesarias empleadas en ellas. Ello se debe al estadio histórico alcanzado de desarrollo económico en los diversos Estados, de las fuerzas productivas y de las relaciones sociales de producción de un determinado modo de producción (en este caso, el capitalista). Además, dado los avances tecnológicos en la producción capitalista, "el valor de las mercancías no está determinado por el tiempo de trabajo originalmente gastados en su producción, sino por el tiempo de trabajo empleado en su reproducción, y ésta disminuye continuamente debido al desarrollo de la productividad social del trabajo".
El carácter socialmente necesario es una de las diferencias radicales introducidas por Marx con respecto a sus predecesores, los cuales no concebían o no introducían el mercado y la competencia dentro de sus respectivas teorías del valor de las mercancías. Marx sí tenía presente el mercado y la competencia en su teoría del valor de las mercancías, como dejó constancia en una de sus obras principales escrita contra Pierre-Joseph Proudhon:

Es importante insistir aquí en que el valor no es determinado por el tiempo en que una cosa ha sido producida, sino por el mínimo de tiempo en que puede ser producida, y este mínimo es establecido por la competencia. Supongamos por un momento que haya desaparecido la competencia y que, por consiguiente, no exista medio de establecer el mínimo de trabajo necesario para la producción de una mercancía. ¿Que ocurrirá? Bastará invertir en la producción de un objeto seis horas de trabajo para tener derecho, según el señor Proudhon, a exigir a cambio seis veces más que quien no haya empleado más de una hora en la producción del mismo objeto.
Miseria de la filosofía (1846), Karl Marx

#### Trabajo simple y trabajo complejo
El trabajo abstracto puede ser simple, es decir no requiere ninguna destreza o conocimiento especial; o complejo, que requiere un aprendizaje o práctica especial. El propio Marx señaló que ya en el siglo XVIII los economistas ingleses habían llegado a la concepción de trabajo simple (unskilled labour), “el trabajo que puede efectuar cualquier individuo medio de una sociedad dada”, considerado como gasto de “músculo, nervio, cerebro humano”. Una cantidad de "trabajo complejo" equivale a una cantidad de trabajo simple mayor.

Se considera que el trabajo más complejo es igual sólo a trabajo simple potenciado o más bien multiplicado, de suerte que una pequeña cantidad de trabajo complejo equivale a una cantidad mayor de trabajo simple. La experiencia muestra que constantemente se opera esa reducción.
El capital, tomo I (1867), Karl Marx

La medida de este trabajo simple es variable y relativa a las circunstancias socioeconómicas de un lugar y momento histórico. Marx puso de ejemplo el alto rendimiento de los obreros en fábricas inglesas frente a las alemanas, a pesar de tener jornadas más prolongadas en las últimas. La productividad del trabajo simple depende en gran medida de factores como avances tecnológicos y la división del trabajo. La mano de obra calificada cuesta más producir que la mano de obra no calificada, y puede ser más productiva. Las diferencias entre mano de obra no calificada y calificada se denomina como trabajo simple y complejo o compuesto.
Dado que las mercancías como valores de cambio son "meramente expresiones cuantitativamente diferentes del trabajo social” se relacionan de todas ellas mediante ese trabajo social. Eso implica, en caso del ejemplo del sastre e hilador de la sección anterior, que en determinado momento, la sociedad valora el trabajo del sastre para fabricar una levita como un trabajo complejo, mientras que el trabajo del hilador del lienzo, lo considera como un trabajo simple; una hora de trabajo del sastre es 3.3333 veces más que una hora del trabajo del hilador. Entonces, el valor en Marx es pues "una relación entre personas, una relación social, pero bajo el capitalismo aparece en una "forma fantástica" como una relación entre cosas" (véase Fetichismo de la mercancía).

Por más que una mercancía sea el producto del trabajo más complejo su valor la equipara al producto del trabajo simple y, por consiguiente, no representa más que determinada cantidad de trabajo simple. Las diversas proporciones en que los distintos tipos de trabajo son reducidos al trabajo simple como a su unidad de medida, se establecen a través de un proceso social que se desenvuelve a espaldas de los productores, y que por eso a éstos les parece resultado de la tradición.
El capital, tomo I (1867), Karl Marx

David Harvey comentó, "Marx nunca explica qué 'experiencia' tiene en mente", lo que hace que "este pasaje sea muy controvertido". Slavoj Žižek considera que esta "experiencia" como "una referencia a una situación histórica específica" y "no una característica universal de la productividad humana".En el intercambio, los productores están igualando diferentes tipos de trabajos. Marx sostuvo que esta igualación de diferentes tipos de trabajos es inconsciente. Asumió que, independientemente del precio al que se venda, la fuerza de trabajo calificada tenía un valor más alto (cuesta más producirla, en dinero, tiempo, energía y recursos), y que el trabajo calificado podía producir un producto con un valor más alto en la misma cantidad de tiempo, en comparación con el trabajo no calificado. Esto se reflejó en una jerarquía de habilidades y una jerarquía de niveles salariales. En este sentido, Friedrich Engels comenta en Anti-Dühring:

El producto de la hora de trabajo compuesto es una mercancía de valor superior, doble o triple, comparado con el producto de la hora de trabajo simple. Mediante esa comparación, el valor de los productos del trabajo compuesto se expresa en determinadas cantidades de trabajo simple; pero esta reducción del trabajo compuesto tiene lugar por un proceso social que se realiza a espaldas de los productores, por un mecanismo que en este punto, en el desarrollo de la teoría del valor, no se puede sino comprobar, no explicar. [...]

¿Cómo se resuelve esta importante cuestión del salario más alto del trabajo compuesto? En la sociedad de productores privados, los particulares o las familias cargan con los costes de formación del trabajador calificado; por eso corresponde a los particulares el precio, más alto, de la fuerza de trabajo calificada: el esclavo hábil se vende más caro, y el obrero hábil cobra salario más alto.
F. Engels (1878), Anti-Dühring, Sección segunda, ECONOMIA POLITICA. V. Teoría del valor

#### Trabajo productivo e improductivo
Sin embargo, un bien puede ser producto del trabajo y no tener valor por ser inútil; y algo "puede ser útil, y además producto del trabajo humano, y no ser mercancía" si es para autoconsumo o nadie la quiere. El trabajo no es "naturalmente productivo", tanto en el sentido de que se necesita trabajo para hacer que el trabajo sea productivo, como en el sentido de que el trabajo productivo depende de herramientas y técnicas para ser productivo. Marx también explica que "una cosa puede ser valor de uso y no ser valor", como "el aire, la tierra virgen, las praderas y bosques naturales", cuya utilidad no se mide en trabajo pero puede ser vendido (véase Renta diferencial y renta absoluta).

Si nuestro individuo produce una cosa que no tenga ningún valor de uso para otros, toda su energía no conseguirá producir ni un átomo de valor; y si se empeña en fabricar con la mano un objeto producido veinte veces más barato por una máquina, entonces diecinueve vigésimos de la energía que ha puesto en ello no producen ni una determinada cantidad de valor ni valor en absoluto.
F. Engels (1878), Anti-Dühring, Sección segunda, ECONOMIA POLITICA. V. Teoría del valor

Tanto en El capital como en Teorías sobre la plusvalía, Marx dedicó una considerable atención al concepto de "trabajo productivo" y "trabajo  improductivo". Trató de establecer lo que las ideas económicas y comerciales sobre el trabajo productivo significarían para la vida de la clase trabajadora, y quería criticar las ideas apologéticas sobre la naturaleza "productiva" de actividades particulares.
No existe una definición neutral de trabajo productivo e improductivo (lo que es productivo desde el punto de vista de una clase social puede no serlo desde el punto de vista de otra). De hecho, la concepción de un trabajo productivo es solo en términos de las condiciones de un modo de producción dado. En términos generales, un trabajador es económicamente productivo y una fuente de riqueza adicional en la medida en que puede producir más de lo que se requiere para su propia subsistencia (es decir, es capaz de realizar trabajo excedente) y aumentar un producto excedente. Desde el punto de vista de la clase capitalista, el trabajo es productivo si aumenta el valor del capital (privado) o da lugar a la acumulación de capital (privado). Esto forma parte de la discusión sobre la fuente de la plusvalía en el trabajo excedente no remunerado.

### Valor y precio

#### Forma de valor
La forma de valor o (en alemán: Wertform) es un concepto de la crítica de la economía política de Karl Marx. La explicación de Marx de la forma de valor se adopta de manera diferente en formas posteriores del marxismo, en la Escuela de Frankfurt y en el posmarxismo. Cuando el trabajo social se divide en empresas independientes y se organiza capitalistamente, sus productos toman la forma de un conjunto de mercancías de diversos tipos, que se enfrentan entre sí en el mercado.
La producción y el intercambio se rigen por ideas y hechos expresables en formas como:
- 20 varas de lino valen 1 levita
- 20 varas de lino tienen su equivalente en 1 levita
- 20 yardas de lino = 1 levita
- 20 yardas de lino cuestan 100$
- El precio de 20 varas de lino es 100$.
- 20 yardas de lino = 100$

Las fórmulas anteriores son "expresiones de valor" (Wertausdruck). El valor, el precio y el equivalente son categorías de la vida burguesa. Se dice que los artículos que entran por un lado o por el otro, aquí el lino, la levita y el dólar, tienen diferentes formas de valor específicas. Una cosa puede tener una forma de valor en la imaginación; por ejemplo, en el razonamiento de un tejedor que teje 20 varas de lino para conseguir un abrigo, pensando "20 varas de lino valen un abrigo" o en los precios que fija una empresa a sus productos (precios que pueden ser aceptados o no). (Un artículo con una etiqueta de precio adherida ha entrado así en la forma de precio en la imaginación). Pero también se puede decir que las cosas entran en estas formas objetivamente, como cuando es simplemente un hecho que, por ejemplo,
- Unos 20 varas de lino valen una levita.
- El precio de 20 varas de lino es de unos 100 dólares.

Las formas de valor son formas sociales de un producto del trabajo organizado social, privada y capitalista. Si el menú de desayuno de una cadena de restaurantes capitalista dice:
- Tostadas (dos rebanadas) = 1$

entonces las tostadas ha asumido una forma de valor como producto del trabajo capitalistamente asociado. Pero en un hogar, por ejemplo al alimentar a los niños, el trabajo de hacer tostadas –el mismo "trabajo útil"- se asocia de manera diferente. Ningún pensamiento semejante entrará en la mente del que hace tostadas, quien pensará directamente en las necesidades de los niños. Las tostadas no asumirá ninguna forma de valor.
Las formas de valor son también "formas de apariencia" (en alemán: Erscheinungsform). Los agentes trabajan con ellos, juzgan en términos de ellos y, en cierto sentido, miden las cosas con ellos. La organización capitalista de la vida opera a través de esta "apariencia" de sí misma ante sus portadores. La forma de valor de una mercancía contrasta con sus características físicas como “valor de uso” o bien –por ejemplo, como medio de (ulterior) producción o como medio de vida. Las características físicas de una mercancía son directamente observables y entran en su uso directo, pero su forma social no es, por tanto, perceptible ni inherente a la cosa.

#### Valor y dinero
El trabajo abstracto es, por lo tanto, por un lado, la base de la objetividad del valor, por otro lado, solo puede derivarse completamente de la forma del valor. Históricamente, el oro el que asumió esta función. Esto no cambia las disposiciones generales. El equivalente general es sinónimo de "dinero". Por lo tanto, el dinero es lógicamente rastreable hasta el valor de cambio. Así Engels resume que en el dinero "está ya incluido en germen en el concepto de valor, y no es más que el valor desplegado".

"El valor de cambio de una mercancía, como forma separada de existencia que acompaña a la mercancía misma, es el dinero".
Grundrisse (1857), Karl Marx

El trabajo humano abstracto que descubrió Marx no es, en su forma más desarrollada, sino el dinero.
Rosa Luxemburgo (1899), Reforma o revolución

La teoría del valor trabajo de Marx es, por lo tanto, esencialmente un análisis del dinero, pues conecta la teoría del valor-trabajo con la teoría monetaria. En Marx, el dinero surge de forma endógena al mercado: "el producto de los individuos sólo se manifiestan como productos del trabajo general tomando la forma de dinero". En el dinero "la cuota de tiempo de trabajo que ella representa es al mismo tiempo medida y colocada en su forma intercambiable universal, correspondiente al concepto”. El dinero no es sólo, como cree la economía clásica, un medio para simplificar el intercambio de mercancías, sino una forma independiente de existencia de valor y la base de todo trabajo abstracto. Según Engels, en el dinero "está ya incluido en germen en el concepto de valor, y no es más que el valor desplegado".

El proceso, entonces, es simplemente este: el producto se convierte en una mercancía, es decir, un mero momento de intercambio. La mercancía se transforma en valor de cambio. Para equipararlo consigo mismo como valor de cambio, se intercambia por un símbolo que lo representa como valor de cambio como tal. Como tal valor de cambio simbolizado, puede a su vez intercambiarse en relaciones definidas por cualquier otra mercancía. Debido a que el producto se convierte en una mercancía, y la mercancía se convierte en un valor de cambio, obtiene, al principio solo en la cabeza, una doble existencia. Esta duplicación de la idea procede (y debe continuar) hasta el punto en que la mercancía aparece doble en el intercambio real: como producto natural por un lado, como valor de cambio por el otro. Es decir, el valor de cambio de la mercancía obtiene una existencia material separada de la mercancía.
Grundrisse (1857), Karl Marx

#### Valor y precio
Se diferencian el valor de los precios, que no son equivalentes. Los valores “se hallan detrás de los precios de producción y, en última instancia, los determinan”, pero estos dos "no coinciden nunca, o sólo ocasionalmente y como excepción", ya que el precio "está determinado por la relación entre la oferta y la demanda". Sin embargo, cuando "la oferta y la demanda se equilibran (equilibrio económico) y dejan, por tanto, de actuar, el precio de una mercancía en el mercado coincide con su valor real (precio natural)".

Basta decir que si la oferta y la demanda se equilibran, los precios de mercado de las mercancías se corresponderán con sus precios naturales, es decir, con sus valores determinados por las respectivas cantidades de trabajo necesarias para su producción.
Karl Marx (1865) Salario, precio y ganancia

Para Marx, "el precio supone el valor y es en la circulación donde la forma valor aparece transformada en la forma precio". Así, Marx "conectó la teoría del valor trabajo con la teoría monetaria". En este sentido tradicional, la teoría marxista es por una parte "un sistema de cálculo de valores" y por otra parte "un sistema de cálculo de precios, más concretamente, de precios de producción". Esto ha generado un largo debate académico sobre la la transformación de valores a precios en la ciencia económica. Interpretaciones más modernas consideran que teoría marxista es al mismo tiempo un sistema de valores y precios.

## Análisis marxistas del valor

### Fetichismo de la mercancía
El fetichismo de la mercancía (en alemán: Warenfetischismus) es un concepto creado por Karl Marx en su obra El Capital (1867) que describe la percepción de ciertas relaciones (especialmente la producción y el intercambio) no como relaciones entre personas, sino como relaciones sociales entre cosas (el dinero y las mercancías intercambiadas en el mercado). En la época de Marx, el término fetiche se usaba principalmente en relación con las religiones animistas. Marx traslada el concepto de fetiche a los fenómenos de la economía política. En una sociedad productora de mercancías, estas aparentan tener una voluntad independiente de quienes la produjeron, es decir, fantasmagórica. Es la ocultación de la explotación que es sujeto el proletario, al presentarse las mercancías ante los consumidores sin que ellos observen la explotación (plusvalía).

El carácter misterioso de la forma mercancía estriba, por tanto, pura y simplemente, en que proyecta ante los hombres el carácter social del trabajo de éstos como si fuese un carácter material de los propios productos de su trabajo, un don natural social de estos objetos y como si, por tanto, la relación social que media entre los productores y el trabajo colectivo de la sociedad fuese una relación social establecida entre los mismos objetos, al margen de sus productores
K. Marx El Capital, Libro primero, Volumen I, Sección I, Cap. I, La Mercancía.

En este fetichismo de la mercancía, describe Michael Heinrich, son "inversiones que no surgen de la manipulación de la clase dominante, sino de la estructura de la sociedad burguesa y de la actividad que reproduce constantemente esta estructura". El valor económico se percibe como algo que surge y reside dentro de las mercancías mismas, y no de la serie de relaciones interpersonales que producen la mercancía y evolucionan su valor de cambio. Como dice Slavoj Žižek en Menos que nada: la "lógica del valor de cambio sigue su propio camino, su propia danza enloquecida, independientemente de las necesidades de la gente real". El resultado es la apariencia de una relación directa entre las cosas y no entre las personas, lo cual significa que las cosas (en este caso, las mercancías) asumirían el papel subjetivo que corresponde a las personas (en este caso, los productores de mercancías) y las personas el de las mercancías (fuerza de trabajo). Los "factores de producción" se "personifican" y las "relaciones de producción" se "cosifican".

Como valores, las mercancías son magnitudes sociales, es decir, algo absolutamente diferente de sus “propiedades” como “cosas”. Como valores, constituyen sólo relaciones de los hombres en su actividad productiva. [...] (E)s característico del trabajo basado en el intercambio privado que el carácter social del trabajo se “manifiesta” en una forma pervertida, como la “propiedad” de las cosas; que una relación social aparece como una relación entre cosas (entre productos, valores de uso, mercancías). Esta apariencia es aceptada como algo real por nuestro adorador del fetiche, y realmente cree que el valor de cambio de las cosas está determinado por sus propiedades como cosas, y es totalmente una propiedad natural de las cosas.
K. Marx Teorías sobre la plusvalía, Capítulo XX. Desintegración de la Escuela Ricardiana.

Este fetichismo está relacionado con el concepto de alienación de Marx, donde el objeto “cobra vida” y ocupa el lugar del sujeto, siendo para los demás ajeno la relación del productor con el producto.

La economía política oculta la alienación presente en la esencia del trabajo por el hecho de no considerar la relación inmediata entre el trabajador (el trabajo) y la producción.
K. Marx Manuscritos económicos y filosóficos de 1844.

### Fuerza de trabajo, plusvalor y ganancia
De manera similar, el trabajo que el trabajador vende como valor de uso al capital es, para el trabajador, su valor de cambio, que desea obtener, pero que ya está determinado antes de este acto de intercambio y se presupone como condición para él, y se determina, como el valor de cualquier otra mercancía, [...] por el coste de producción, la cantidad de trabajo objetivado mediante el cual se ha producido la capacidad de trabajo del trabajador y que, por lo tanto, obtiene a cambio de ella como su equivalente.
Grundrisse (1857), Karl Marx

La economía clásica confundía "la medida por el tiempo de trabajo necesario para la producción de una mercancía" (es decir, el valor de una mercancía), con "la medida por el valor del trabajo" (el valor de la fuerza de trabajo).
El modo de producción capitalista surgió con posteridad a otros modos de producción que ya habían desarrollado la fuerza productiva del trabajo. La fuerza de trabajo es la capacidad de realizar alguna actividad laboral ya sea física o intelectual. Por ser la capacidad de trabajar, es una mercancía especial que solo pueden desempeñar los seres humanos. Marx diferenció entre el capital constante, la masa de capital invertida en medios de producción y materias primas; y el capital variable, el capital incurrido en los salarios para la contratación de fuerza de trabajo.Adam Smith vio una falla en su aplicación de la TvT al capitalismo contemporáneo. Señaló que si el "trabajo incorporado" en un producto era igual al "trabajo ordenado" (es decir, la cantidad de trabajo que se podía comprar vendiéndolo), entonces la ganancia era imposible. David Ricardo (secundado por Marx) respondió a esta paradoja argumentando que Smith había confundido el trabajo con el salario. El "trabajo mandado", argumentó, siempre sería más que el trabajo necesario para sostenerse a sí mismo (los salarios). El valor del trabajo, desde este punto de vista, abarcaba no sólo el valor de los salarios (lo que Marx llamaba el valor de la fuerza de trabajo), sino el valor de todo el producto creado por el trabajo.

Marx investigó de un modo minucioso por vez primera la propiedad que tiene el trabajo de crear valor, y descubrió que no todo trabajo aparentemente y aun realmente necesario para la producción de una mercancía añade a ésta en todo caso un volumen de valor equivalente a la cantidad de trabajo consumido.
Introducción de Federico Engels a la edición de 1891 de Trabajo asalariado y capital

Al igual que el valor de cualquier mercancía, el valor de la fuerza de trabajo es el tiempo de trabajo socialmente necesario para su producción o, más bien, reproducción. Este se encuentra determinado por el valor de las mercancías que consume el trabajador, las mercancías que constituyen las necesidades promedio "en un estado dado de la sociedad, bajo ciertas condiciones medias sociales o de producción, con una determinada intensidad social media y una habilidad media del trabajo empleado". Es decir, las necesidades van cambiando más por los estándares sociales que por las condiciones individuales, por los cuales incluyen: alimentación, vivienda, transporte, entretenimiento, etc. La cantidad de mercancías que consume un trabajador por día pueden ser producidas en menos tiempo. Entonces, el tiempo de trabajo necesario para que el trabajador fabrique las mercancías que consume es menor al tiempo de trabajo que labora en la empresa que lo contrató. Esto explica por qué los avances tecnológicos reducen el precio de los productos básicos y dejan sin trabajo a los productores menos avanzados.
La fuerza productiva del trabajo depende de varios factores: la destreza del obrero, el desarrollo de la ciencia y sus aplicaciones tecnológicas, las condiciones naturales, etc. Por lo tanto, los valores varían según las sociedades pues dependen del desarrollo tecnológico, el desarrollo de la división del trabajo, entre otras cosas, todas determinadas por factores objetivos externos, como el clima, la posición geográfica, el acceso a los recursos, etcétera.
En Marx no es el trabajo per se lo que crea valor, sino la explotación de la fuerza de trabajo vendida por los trabajadores libres a los capitalistas. Solo los trabajadores asalariados de los sectores productivos de la economía producen valor. “La producción capitalista no es meramente la producción de mercancías. Es, por su propia esencia, la producción de plusvalía”, explica Marx en el tomo I de El capital. “El trabajador no produce para sí mismo, sino para el capital. Por tanto, ya no le es suficiente con producir. Debe producir plusvalía. El único trabajador productivo es el que produce plusvalía para el capitalista”.
La fuerza de trabajo humana crea valor pero no se convierte en valor hasta que se objetiva en el mercado. "Solo cuando se vende un producto el productor sabrá si su trabajo privado es sancionado como trabajo socialmente necesario, y por lo tanto, como trabajo que ha generado valor". El "trabajo abstracto socialmente necesario materializado se representa como el atributo social que tiene su producto para relacionar socialmente a su productor a través del cambio, o sea, como el valor de su producto específicamente determinado como mercancía. En el momento en que el productor de mercancías ejerce el control sobre su proceso individual de trabajo propio del individuo libre, debe someter su conciencia y voluntad a las potencias sociales encarnadas en el producto de su trabajo" (Véase: Fetichismo de la mercancía).
La jornada laboral incluye el trabajo necesario y el plustrabajo. Durante el primero el trabajador repone su valor, durante el segundo trabaja sin remuneración alguna para él y sí para el capitalista. Por ejemplo, la jornada laboral legal actual en muchos países es de 8 horas, entonces si el trabajo necesario es de 4 horas, el plustrabajo será de 4 horas, tiempo del cual se apropia el capitalista por su posición social como dueño de los medios de producción.
Por tanto, dentro de la economía política marxista, se establece concepto de tiempo de trabajo socialmente necesario (TTSN) para producir una mercancía, la cual condiciona el valor del trabajo desagregando el plusvalor generado por la fuerza de trabajo. Astarita también explica que las nociones de "renta e interés" son partes del plusvalor, lo que también permite "explicar el precio de la tierra y de activos financieros" (ver: capital ficticio).
Marx diferenció en su obra El capital, entre el capital constante, la masa de capital invertida en medios de producción y materias primas; y el capital variable, el capital incurrido en los salarios para la contratación de fuerza de trabajo. Mientras del primero solo transfiere su valor a la mercancía, solo el segundo es capaz de crear plusvalor, y en consecuencia ganancias. La relación entre el capital variable y el constante se denomina como "composición orgánica del capital"; y la "tasa de plusvalor" o "tasa de explotación" como la relación del plusvalor entre el capital variable.
La tasa de plusvalor "explica el origen de la ganancia bruta para el capital total, enfrentado a la clase obrera en su conjunto". Sin embargo, para determinar el éxito de una inversión de un capital individual se mide la "tasa de ganancia", que es la relación del plusvalor obtenido entre el capital constante y capital variable adelantado en un ciclo productivo. La tasa de ganancia es directamente proporcional a la tasa de plusvalor y es inversamente proporcional a la composición orgánica del capital. Entonces:
- {\displaystyle {\mbox{Tasa de ganancia }}={\frac {\mbox{Tasa de pluvalor}}{{\mbox{Composición orgánica del capital}}+1}}\Longrightarrow P/(C+V)={\frac {P/V}{C/V+1}}}

La cantidad de plusvalía producida en diferentes industrias será muy diferente según las composiciones del capital constante. Sin embargo, Marx notó que diferentes industrias tienden a compartir una tasa de ganancia media. Según Marx, esta contradicción se resolvería mediante la competencia y la reasignación de capitales; y con su teoría de los precios de producción expuesta en el tomo III de El capital, donde la suma de todos los precios es igual a la suma de todos los valores agregados. Como explica León Trotski:

"[E]n último término únicamente los valores que han sido creados por el trabajo humano se encuentran a disposición de la sociedad, y los precios no poden franquear este límite, inclusive si se tiene en cuenta el “monopolio de los precios” o el “trust”; de allí donde el trabajo no ha creado un valor nuevo, ni el mismo Rockefeller puede sacar nada".

Solamente en una sociedad socialista con una economía planificada "se podrá lograr el equilibrio entre la oferta y la demanda; y así entre valor y precio".

"[C]uando la producción esté bajo el control real y predeterminado de la sociedad, establece la sociedad la relación coherente entre la cantidad de trabajo social de trabajo empleado en la producción de definidos artículos y la cantidad de demanda de la sociedad que ha de ser satisfecha por ellos... El cambio venta de mercancías según su valor es la ley racional y natural de su equilibrio."

Dado que del "valor" se derivan estas otras categorías del modo de producción capitalista luego no se pueden abolir sin el valor en sí:
"Es un deseo, tan piadoso como estúpido, que el valor de cambio no se convierta en capital, o que el valor de cambio que produce trabajo no se convierta en trabajo asalariado".
La teoría del valor trabajo de Marx es, por lo tanto, una crítica fundamental de una sociedad que necesita una socialidad mediada por el "valor".

### Intelecto general
El intelecto general (en inglés: general intellect) es un término acuñado por Karl Marx para la combinación de experiencia tecnológica e intelecto social, o conocimiento social general (importancia creciente de la maquinaria en organización social) como fuerza productiva. Según Marx, el desarrollo del intelecto general en una sociedad capitalista se manifiesta tanto en la producción de bienes industriales como capital fijo y en el control sobre el proceso de la vida social. El pasaje sobre el intelecto general en la sección "Fragmento sobre las máquinas" de los Grundrisse dice que, si bien el desarrollo de la maquinaria condujo a la opresión de los trabajadores bajo el capitalismo, también ofrece una perspectiva de liberación futura. Este término se encuentra presente en la discusión actual sobre la sociedad industrial postfordista basada en el post-operaísmo.

"En la medida, sin embargo, en que la gran industria se desarrolla, la creación de la riqueza real se vuelve menos dependiente del tiempo trabajado y del cuanto de trabajo empleado que del poder de los agentes puestos en movimiento durante el tiempo de trabajo, y cuya powerful effectiveness por su parte no guarda relación alguna con el tiempo de trabajo inmediato que cuesta su producción, sino que depende más bien del estado general de la ciencia y del progreso de la tecnología [...] Tan pronto como el trabajo en forma directa ha cesado de ser la gran fuente de la riqueza, el tiempo de trabajo deja, y tiene que dejar, de ser su medida y por tanto el valor de cambio [de ser la medida] del valor de uso".

## Interpretaciones modernas del valor marxiano

### David Harvey
De acuerdo a David Harvey, las pocas ocasiones en que Marx se refirió directamente a esta teoría, lo hizo bajo la denominación de "teoría del valor" y no de "teoría del valor-trabajo" ni de "teoría laboral del valor". Para Harvey, la teoría del valor, además de ocuparse del proceso del trabajo, se ocupa de las condiciones de reproducción social del ejército industrial de reserva. Para sustentar esta visión, Harvey menciona reportes europeos de mediados del siglo XIX citados por Marx. La conclusión de Harvey es que una intensificación en la competencia capitalista en el mercado, el cual incluye la búsqueda de valor relativo excedente obtenido a través de innovaciones tecnológicas, conlleva un deterioro en las condiciones de reproducción social para la clase trabajadora, o al menos, para un sector significativo de la misma.
Harvey también acuñó el término "anti-valor" o "no-valor" para referirse a "el capital que por cualquier razón sufre una pausa o incluso una desaceleración en su movimiento a través de las fases de circulación experimentará una pérdida de valor".
Michael Roberts considera errónea la interpretación de Harvey porque equipara valores con precios y el proceso de valorización sea la circulación y no el intercambio. Citando a Marx: "no es el intercambio el que regula la magnitud de valor de la mercancía, sino a la inversa la magnitud de valor de la mercancía la que rige sus relaciones de intercambio". Harvey respondió que el valor es más bien "la unidad contradictoria de la producción y la realización". El valor no se produce en el intercambio, pero "el valor creado en la producción es sólo un valor potencial hasta que se realiza" en el intercambio. El capital entendido como "valor en movimiento" puede devaluarse si no entra en mercado. Harvey exploró este concepto como "antivalor" más a fondo en Companion to Capital Volume 2, el cual Marx en los Grundrisse denomina como capital "negado", "en barbecho", "dormido" o "fijado". Por otro lado, Paul Cockshott criticó la interpretación de Harvey defendiendo que las teorías de Marx y Ricardo "son sustancialmente idénticas", difiriendo sólo en la terminología".

### Michael Heinrich
1. El trabajo debe ser técnicamente necesario, es decir, tener lugar en condiciones técnicas medias que no sobreutilicen ni subutilicen la mano de obra.
2. El trabajo debe ser socialmente necesario en el sentido de que debe haber suficiente demanda monetaria para que se venda la producción total.

Sólo el tiempo de trabajo empleado en las condiciones medias de producción existentes, así como para la satisfacción de la demanda social monetaria, constituye valor. La medida en que el trabajo gastado en el sector privado era realmente necesario para satisfacer la demanda depende, por una parte, de la cuantía de esta demanda y, por otra, del volumen de producción de otros productores, lo que se hace evidente por primera vez en el intercambio.